# 가르시아 (영화)
가르시아(Bring Me The Head Of Alfredo Garcia)는 멕시코, 미국에서 제작된 샘 페킨파 감독의 1974년 범죄, 드라마, 스릴러 영화이다. 워렌 오티스 등이 주연으로 출연하였고 마틴 바움 등이 제작에 참여하였다.

## 출연

### 주연
- 워렌 오티스
- 이셀라 베가

### 조연
- 기그 영
- 크리스 크리스토퍼슨
- 로버트 웨버
- 헬무트 단틴
- 에밀리오 페르난데즈
- 차노 우루에타